# Pachastrella ovisternata
Pachastrella ovisternata är en svampdjursart som beskrevs av Lendenfeld 1894. Pachastrella ovisternata ingår i släktet Pachastrella och familjen Pachastrellidae. Inga underarter finns listade i Catalogue of Life.